# Fehérgyarmat
Fehérgyarmat je mesto na Madžarskem, ki upravno spada pod podregijo Fehérgyarmati Županije Szabolcs-Szatmár-Bereg.